# پیتر لو
پیتر لو (انگلیسی: Peter Lu؛ زاده ۲۲ مارس ۱۹۷۸) یک فیزیک‌دان اهل ایالات متحده آمریکا است.